# Liste der Sieger der Masters-Turniere im Tennis (Einzel)

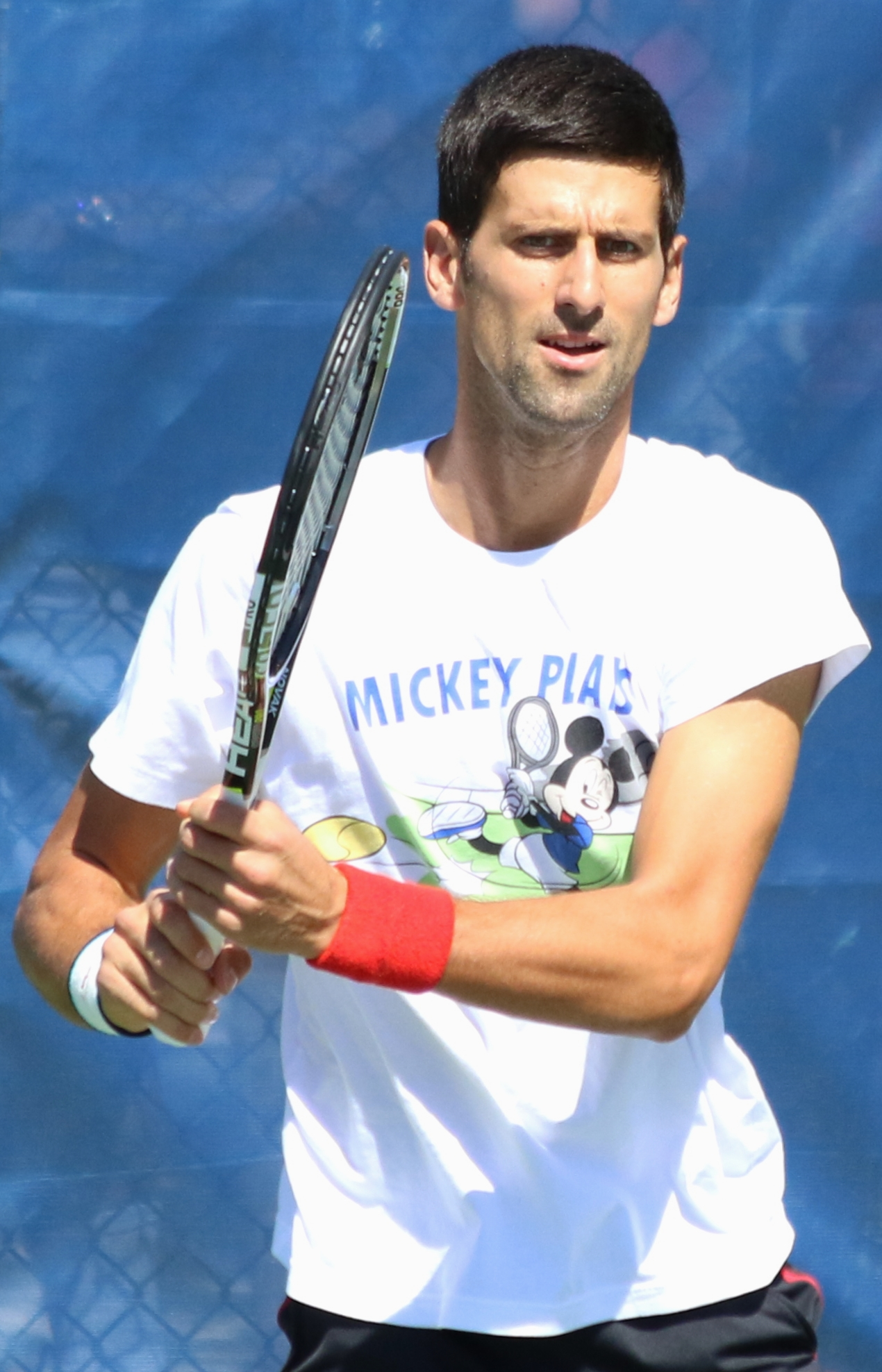
Novak Đoković ist mit 40 Erfolgen bei Masters-Turnieren im Einzel der erfolgreichste Athlet.

Die Liste der Sieger der Masters-Turniere im Tennis (Einzel) listet alle Sieger der neun Turniere der Kategorie ATP Tour Masters 1000 und ihrer Vorgängerserien Championship Series, Single Week (1990–1995), Mercedes-Benz Super 9 (1996–1999), Tennis Masters Series (2000–2003) sowie ATP Masters Series (2004–2008) seit 1990 im Einzel auf. In weiteren Listen sind die einzelnen Spieler und Nationen nach der Zahl ihrer Siege, sowohl insgesamt als auch bei jedem einzelnen Turnier, sortiert.
Der erfolgreichste Spieler bei den Masters-Turnieren im Einzel ist Novak Đoković mit 40 Triumphen. In der Nationenwertung führt Spanien mit 61 Erfolgen.

## Turniersieger
Die Zahlen in Klammern geben bei mehrfachen Turniergewinnern die zum jeweiligen Zeitpunkt aktuelle Anzahl der Siege an. 
| Jahr | Indian Wells                | Miami                       | Monte Carlo                 | Hamburg                     | Rom          | Kanada          | Cincinnati   | Stockholm       | Paris          |
| ---- | --------------------------- | --------------------------- | --------------------------- | --------------------------- | ------------ | --------------- | ------------ | --------------- | -------------- |
| 1990 | Edberg                      | Agassi                      | Tschesnokow                 | Aguilera                    | Muster       | Chang           | Edberg (2)   | Becker          | Edberg (3)     |
| 1991 | Courier                     | Courier (2)                 | Bruguera                    | Nováček                     | E. Sánchez   | Tschesnokow (2) | Forget       | Becker (2)      | Forget (2)     |
| 1992 | Chang (2)                   | Chang (3)                   | Muster (2)                  | Edberg (4)                  | Courier (3)  | Agassi (2)      | Sampras      | Ivanišević      | Becker (3)     |
| 1993 | Courier (4)                 | Sampras (2)                 | Bruguera (2)                | Stich                       | Courier (5)  | Pernfors        | Chang (4)    | Stich (2)       | Ivanišević (2) |
| 1994 | Sampras (3)                 | Sampras (4)                 | Medwedjew                   | Medwedjew (2)               | Sampras (5)  | Agassi (3)      | Chang (5)    | Becker (4)      | Agassi (4)     |
|      | Indian Wells                | Miami                       | Monte Carlo                 | Hamburg                     | Rom          | Kanada          | Cincinnati   | Essen           | Paris          |
| 1995 | Sampras (6)                 | Agassi (5)                  | Muster (3)                  | Medwedjew (3)               | Muster (4)   | Agassi (6)      | Agassi (7)   | Muster (5)      | Sampras (7)    |
|      | Indian Wells                | Miami                       | Monte Carlo                 | Hamburg                     | Rom          | Kanada          | Cincinnati   | Stuttgart       | Paris          |
| 1996 | Chang (6)                   | Agassi (8)                  | Muster (6)                  | Carretero                   | Muster (7)   | W. Ferreira     | Agassi (9)   | Becker (5)      | Enqvist        |
| 1997 | Chang (7)                   | Muster (8)                  | Ríos                        | Medwedjew (4)               | Corretja     | Woodruff        | Sampras (8)  | Korda           | Sampras (9)    |
| 1998 | Ríos (2)                    | Ríos (3)                    | Moyá                        | Costa                       | Ríos (4)     | Rafter          | Rafter (2)   | Krajicek        | Rusedski       |
| 1999 | Philippoussis               | Krajicek (2)                | Kuerten                     | Ríos (5)                    | Kuerten (2)  | T. Johansson    | Sampras (10) | Enqvist (2)     | Agassi (10)    |
|      | Indian Wells                | Miami                       | Monte Carlo                 | Rom                         | Hamburg      | Kanada          | Cincinnati   | Stuttgart       | Paris          |
| 2000 | Corretja (2)                | Sampras (11)                | Pioline                     | Norman                      | Kuerten (3)  | Safin           | Enqvist (3)  | W. Ferreira (2) | Safin (2)      |
| 2001 | Agassi (11)                 | Agassi (12)                 | Kuerten (4)                 | Ferrero                     | Portas       | Pavel           | Kuerten (5)  | Haas            | Grosjean       |
|      | Indian Wells                | Miami                       | Monte Carlo                 | Rom                         | Hamburg      | Kanada          | Cincinnati   | Madrid          | Paris          |
| 2002 | Hewitt                      | Agassi (13)                 | Ferrero (2)                 | Agassi (14)                 | Federer      | Cañas           | Moyá (2)     | Agassi (15)     | Safin (3)      |
| 2003 | Hewitt (2)                  | Agassi (16)                 | Ferrero (3)                 | Mantilla                    | Coria        | Roddick         | Roddick (2)  | Ferrero (4)     | Henman         |
| 2004 | Federer (2)                 | Roddick (3)                 | Coria (2)                   | Moyá (3)                    | Federer (3)  | Federer (4)     | Agassi (17)  | Safin (4)       | Safin (5)      |
| 2005 | Federer (5)                 | Federer (6)                 | Nadal                       | Nadal (2)                   | Federer (7)  | Nadal (3)       | Federer (8)  | Nadal (4)       | Berdych        |
| 2006 | Federer (9)                 | Federer (10)                | Nadal (5)                   | Nadal (6)                   | Robredo      | Federer (11)    | Roddick (4)  | Federer (12)    | Dawydenko      |
| 2007 | Nadal (7)                   | Đoković                     | Nadal (8)                   | Nadal (9)                   | Federer (13) | Đoković (2)     | Federer (14) | Nalbandian      | Nalbandian (2) |
| 2008 | Đoković (3)                 | Dawydenko (2)               | Nadal (10)                  | Đoković (4)                 | Nadal (11)   | Nadal (12)      | Murray       | Murray (2)      | Tsonga         |
|      | Indian Wells                | Miami                       | Monte Carlo                 | Rom                         | Madrid       | Kanada          | Cincinnati   | Shanghai        | Paris          |
| 2009 | Nadal (13)                  | Murray (3)                  | Nadal (14)                  | Nadal (15)                  | Federer (15) | Murray (4)      | Federer (16) | Dawydenko (3)   | Đoković (5)    |
| 2010 | Ljubičić                    | Roddick (5)                 | Nadal (16)                  | Nadal (17)                  | Nadal (18)   | Murray (5)      | Federer (17) | Murray (6)      | Söderling      |
|      | Indian Wells                | Miami                       | Monte Carlo                 | Madrid                      | Rom          | Kanada          | Cincinnati   | Shanghai        | Paris          |
| 2011 | Đoković (6)                 | Đoković (7)                 | Nadal (19)                  | Đoković (8)                 | Đoković (9)  | Đoković (10)    | Murray (7)   | Murray (8)      | Federer (18)   |
| 2012 | Federer (19)                | Đoković (11)                | Nadal (20)                  | Federer (20)                | Nadal (21)   | Đoković (12)    | Federer (21) | Đoković (13)    | Ferrer         |
| 2013 | Nadal (22)                  | Murray (9)                  | Đoković (14)                | Nadal (23)                  | Nadal (24)   | Nadal (25)      | Nadal (26)   | Đoković (15)    | Đoković (16)   |
| 2014 | Đoković (17)                | Đoković (18)                | Wawrinka                    | Nadal (27)                  | Đoković (19) | Tsonga (2)      | Federer (22) | Federer (23)    | Đoković (20)   |
| 2015 | Đoković (21)                | Đoković (22)                | Đoković (23)                | Murray (10)                 | Đoković (24) | Murray (11)     | Federer (24) | Đoković (25)    | Đoković (26)   |
| 2016 | Đoković (27)                | Đoković (28)                | Nadal (28)                  | Đoković (29)                | Murray (12)  | Đoković (30)    | Čilić        | Murray (13)     | Murray (14)    |
| 2017 | Federer (25)                | Federer (26)                | Nadal (29)                  | Nadal (30)                  | Zverev       | Zverev (2)      | Dimitrow     | Federer (27)    | Sock           |
| 2018 | del Potro                   | Isner                       | Nadal (31)                  | Zverev (3)                  | Nadal (32)   | Nadal (33)      | Đoković (31) | Đoković (32)    | Chatschanow    |
| 2019 | Thiem                       | Federer (28)                | Fognini                     | Đoković (33)                | Nadal (34)   | Nadal (35)      | Medwedew     | Medwedew (2)    | Đoković (34)   |
| 2020 | abgesagt, COVID-19-Pandemie | abgesagt, COVID-19-Pandemie | abgesagt, COVID-19-Pandemie | abgesagt, COVID-19-Pandemie | Đoković (36) | abgesagt        | Đoković (35) | abgesagt        | Medwedew (3)   |
| 2021 | Norrie                      | Hurkacz                     | Tsitsipas                   | Zverev (4)                  | Nadal (36)   | Medwedew (4)    | Zverev (5)   | abgesagt        | Đoković (37)   |
| 2022 | Fritz                       | Alcaraz                     | Tsitsipas (2)               | Alcaraz (2)                 | Đoković (38) | Carreño Busta   | Ćorić        | abgesagt        | Rune           |
| 2023 | Alcaraz (3)                 | Medwedew (5)                | Rubljow                     | Alcaraz (4)                 | Medwedew (6) | Sinner          | Đoković (39) | Hurkacz (2)     | Đoković (40)   |
| 2024 | Alcaraz (5)                 | Sinner (2)                  | Tsitsipas (3)               | Rubljow (2)                 | Zverev (6)   | Popyrin         | Sinner (3)   | Sinner (4)      | Zverev (7)     |
| 2025 | Draper                      | Menšík                      | Alcaraz (6)                 | Ruud                        | Alcaraz (7)  | Shelton         | Alcaraz (8)  |                 |                |

## Gesamtübersicht
- Gesamt: Gibt die Gesamtzahl der Siege bei Masters-Turnieren an. Nach diesem Wert richtet sich auch die Platzierung in der Tabelle.
- Indian Wells: Anzahl der Siege beim Masters in Indian Wells seit 1990.
- Miami: Anzahl der Siege beim Masters in Miami seit 1990.
- Monte Carlo: Anzahl der Siege beim Masters in Monte Carlo seit 1990.
- Rom: Anzahl der Siege beim Masters in Rom seit 1990.
- Hamburg: Anzahl der Siege beim Masters in Hamburg 1990–2008.
- Madrid: Anzahl der Siege beim Masters in Madrid seit 2002.
- Kanada: Anzahl der Siege bei den Masters in Montreal und Toronto seit 1990.
- Cincinnati: Anzahl der Siege beim Masters in Cincinnati seit 1990.
- Stockholm: Anzahl der Siege beim Masters in Stockholm 1990–1994.
- Essen: Anzahl der Siege beim Masters in Essen 1995.
- Stuttgart: Anzahl der Siege beim Masters in Stuttgart 1996–2001.
- Shanghai: Anzahl der Siege beim Masters in Shanghai seit 2009.
- Paris: Anzahl der Siege beim Masters in Paris seit 1990.

Anmerkung: Noch aktive Athleten sind in Fettschrift hervorgehoben.

Die Liste ist sortierbar: Durch Anklicken eines Spaltenkopfes wird die Liste nach dieser Spalte sortiert, zweimaliges Anklicken kehrt die Sortierung um.
|     | Spieler               | Gesamt | Indian Wells | Miami | Monte Carlo | Rom | Hamburg | Madrid | Kanada | Cincinnati | Stockholm | Essen | Stuttgart | Shanghai | Paris |
| --- | --------------------- | ------ | ------------ | ----- | ----------- | --- | ------- | ------ | ------ | ---------- | --------- | ----- | --------- | -------- | ----- |
| 1.  | Novak Đoković         | 40     | 5            | 6     | 2           | 6   | –       | 3      | 4      | 3          | –         | –     | –         | 4        | 7     |
| 2.  | Rafael Nadal          | 36     | 3            | –     | 11          | 10  | 1       | 5      | 5      | 1          | –         | –     | –         | –        | –     |
| 3.  | Roger Federer         | 28     | 5            | 4     | –           | –   | 4       | 3      | 2      | 7          | –         | –     | –         | 2        | 1     |
| 4.  | Andre Agassi          | 17     | 1            | 6     | –           | 1   | –       | 1      | 3      | 3          | –         | –     | –         | –        | 2     |
| 5.  | Andy Murray           | 14     | –            | 2     | –           | 1   | –       | 2      | 3      | 2          | –         | –     | –         | 3        | 1     |
| 6.  | Pete Sampras          | 11     | 2            | 3     | –           | 1   | –       | –      | –      | 3          | –         | –     | –         | –        | 2     |
| 7.  | Carlos Alcaraz        | 8      | 2            | 1     | 1           | 1   | –       | 2      | –      | 1          | –         | –     | –         | –        | –     |
| 7.  | Thomas Muster         | 8      | –            | 1     | 3           | 3   | –       | –      | –      | –          | –         | 1     | –         | –        | –     |
| 9.  | Michael Chang         | 7      | 3            | 1     | –           | –   | –       | –      | 1      | 2          | –         | –     | –         | –        | –     |
| 9.  | Alexander Zverev      | 7      | –            | –     | –           | 2   | –       | 2      | 1      | 1          | –         | –     | –         | –        | 1     |
| 11. | Daniil Medwedew       | 6      | –            | 1     | –           | 1   | –       | –      | 1      | 1          | –         | –     | –         | 1        | 1     |
| 12. | Boris Becker          | 5      | –            | –     | –           | –   | –       | –      | –      | –          | 3         | –     | 1         | –        | 1     |
| 12. | Jim Courier           | 5      | 2            | 1     | –           | 2   | –       | –      | –      | –          | –         | –     | –         | –        | –     |
| 12. | Gustavo Kuerten       | 5      | –            | –     | 2           | 1   | 1       | –      | –      | 1          | –         | –     | –         | –        | –     |
| 12. | Marcelo Ríos          | 5      | 1            | 1     | 1           | 1   | 1       | –      | –      | –          | –         | –     | –         | –        | –     |
| 12. | Andy Roddick          | 5      | –            | 2     | –           | –   | –       | –      | 1      | 2          | –         | –     | –         | –        | –     |
| 12. | Marat Safin           | 5      | –            | –     | –           | –   | –       | 1      | 1      | –          | –         | –     | –         | –        | 3     |
| 18. | Stefan Edberg         | 4      | 1            | –     | –           | –   | 1       | –      | –      | 1          | –         | –     | –         | –        | 1     |
| 18. | Juan Carlos Ferrero   | 4      | –            | –     | 2           | 1   | –       | 1      | –      | –          | –         | –     | –         | –        | –     |
| 18. | Andrij Medwedjew      | 4      | –            | –     | 1           | –   | 3       | –      | –      | 1          | –         | –     | –         | –        | –     |
| 18. | Jannik Sinner         | 4      | –            | 1     | –           | –   | –       | –      | 1      | 1          | –         | –     | –         | 1        | –     |
| 22. | Nikolai Dawydenko     | 3      | –            | 1     | –           | –   | –       | –      | –      | –          | –         | –     | –         | 1        | 1     |
| 22. | Thomas Enqvist        | 3      | –            | –     | –           | –   | –       | –      | –      | 1          | –         | –     | 1         | –        | 1     |
| 22. | Carlos Moyá           | 3      | –            | –     | 1           | 1   | –       | –      | –      | 1          | –         | –     | –         | –        | –     |
| 22. | Stefanos Tsitsipas    | 3      | –            | –     | 3           | –   | –       | –      | –      | –          | –         | –     | –         | –        | –     |
| 26. | Sergi Bruguera        | 2      | –            | –     | 2           | –   | –       | –      | –      | –          | –         | –     | –         | –        | –     |
| 26. | Guillermo Coria       | 2      | –            | –     | 1           | –   | 1       | –      | –      | –          | –         | –     | –         | –        | –     |
| 26. | Àlex Corretja         | 2      | 1            | –     | –           | 1   | –       | –      | –      | –          | –         | –     | –         | –        | –     |
| 26. | Wayne Ferreira        | 2      | –            | –     | –           | –   | –       | –      | 1      | –          | –         | –     | 1         | –        | –     |
| 26. | Guy Forget            | 2      | –            | –     | –           | –   | –       | –      | –      | 1          | –         | –     | –         | –        | 1     |
| 26. | Lleyton Hewitt        | 2      | 2            | –     | –           | –   | –       | –      | –      | –          | –         | –     | –         | –        | –     |
| 26. | Hubert Hurkacz        | 2      | –            | 1     | –           | –   | –       | –      | –      | –          | –         | –     | –         | 1        | –     |
| 26. | Goran Ivanišević      | 2      | –            | –     | –           | –   | –       | –      | –      | –          | 1         | –     | –         | –        | 1     |
| 26. | Richard Krajicek      | 2      | –            | 1     | –           | –   | –       | –      | –      | –          | –         | –     | 1         | –        | –     |
| 26. | David Nalbandian      | 2      | –            | –     | –           | –   | –       | 1      | –      | –          | –         | –     | –         | –        | 1     |
| 26. | Patrick Rafter        | 2      | –            | –     | –           | –   | –       | –      | 1      | 1          | –         | –     | –         | –        | –     |
| 26. | Andrei Rubljow        | 2      | –            | –     | 1           | –   | –       | 1      | –      | –          | –         | –     | –         | –        | –     |
| 26. | Michael Stich         | 2      | –            | –     | –           | –   | 1       | –      | –      | –          | 1         | –     | –         | –        | –     |
| 26. | Andrei Tschesnokow    | 2      | –            | –     | 1           | –   | –       | –      | 1      | –          | –         | –     | –         | –        | –     |
| 26. | Jo-Wilfried Tsonga    | 2      | –            | –     | –           | –   | –       | –      | 1      | –          | –         | –     | –         | –        | 1     |
| 41. | Juan Aguilera         | 1      | –            | –     | –           | –   | 1       | –      | –      | –          | –         | –     | –         | –        | –     |
| 41. | Tomáš Berdych         | 1      | –            | –     | –           | –   | –       | –      | –      | –          | –         | –     | –         | –        | 1     |
| 41. | Guillermo Cañas       | 1      | –            | –     | –           | –   | –       | –      | 1      | –          | –         | –     | –         | –        | –     |
| 41. | Pablo Carreño Busta   | 1      | –            | –     | –           | –   | –       | –      | 1      | –          | –         | –     | –         | –        | –     |
| 41. | Roberto Carretero     | 1      | –            | –     | –           | –   | 1       | –      | –      | –          | –         | –     | –         | –        | –     |
| 41. | Karen Chatschanow     | 1      | –            | –     | –           | –   | –       | –      | –      | –          | –         | –     | –         | –        | 1     |
| 41. | Marin Čilić           | 1      | –            | –     | –           | –   | –       | –      | –      | 1          | –         | –     | –         | –        | –     |
| 41. | Borna Ćorić           | 1      | –            | –     | –           | –   | –       | –      | –      | 1          | –         | –     | –         | –        | –     |
| 41. | Albert Costa          | 1      | –            | –     | –           | –   | 1       | –      | –      | –          | –         | –     | –         | –        | –     |
| 41. | Grigor Dimitrow       | 1      | –            | –     | –           | –   | –       | –      | –      | 1          | –         | –     | –         | –        | –     |
| 41. | Juan Martín del Potro | 1      | 1            | –     | –           | –   | –       | –      | –      | –          | –         | –     | –         | –        | –     |
| 41. | Jack Draper           | 1      | 1            | –     | –           | –   | –       | –      | –      | –          | –         | –     | –         | –        | –     |
| 41. | David Ferrer          | 1      | –            | –     | –           | –   | –       | –      | –      | –          | –         | –     | –         | –        | 1     |
| 41. | Fabio Fognini         | 1      | –            | –     | 1           | –   | –       | –      | –      | –          | –         | –     | –         | –        | -     |
| 41. | Taylor Fritz          | 1      | 1            | –     | –           | –   | –       | –      | –      | –          | –         | –     | –         | –        | -     |
| 41. | Sébastien Grosjean    | 1      | –            | –     | –           | –   | –       | –      | –      | –          | –         | –     | –         | –        | 1     |
| 41. | Tommy Haas            | 1      | –            | –     | –           | –   | –       | –      | –      | –          | –         | –     | 1         | –        | –     |
| 41. | Tim Henman            | 1      | –            | –     | –           | –   | –       | –      | –      | –          | –         | –     | –         | –        | 1     |
| 41. | John Isner            | 1      | –            | 1     | –           | –   | –       | –      | –      | –          | –         | –     | –         | –        | –     |
| 41. | Thomas Johansson      | 1      | –            | –     | –           | –   | –       | –      | 1      | –          | –         | –     | –         | –        | –     |
| 41. | Petr Korda            | 1      | –            | –     | –           | –   | –       | –      | –      | –          | –         | –     | 1         | –        | –     |
| 41. | Ivan Ljubičić         | 1      | 1            | –     | –           | –   | –       | –      | –      | –          | –         | –     | –         | –        | –     |
| 41. | Félix Mantilla        | 1      | –            | –     | –           | 1   | –       | –      | –      | –          | –         | –     | –         | –        | –     |
| 41. | Jakub Menšík          | 1      | –            | 1     | –           | –   | –       | –      | –      | –          | –         | –     | –         | –        | –     |
| 41. | Karel Nováček         | 1      | –            | –     | –           | –   | 1       | –      | –      | –          | –         | –     | –         | –        | –     |
| 41. | Magnus Norman         | 1      | –            | –     | –           | 1   | –       | –      | –      | –          | –         | –     | –         | –        | –     |
| 41. | Cameron Norrie        | 1      | 1            | –     | –           | –   | –       | –      | –      | –          | –         | –     | –         | –        | –     |
| 41. | Andrei Pavel          | 1      | –            | –     | –           | –   | –       | –      | 1      | –          | –         | –     | –         | –        | –     |
| 41. | Mikael Pernfors       | 1      | –            | –     | –           | –   | –       | –      | 1      | –          | –         | –     | –         | –        | –     |
| 41. | Mark Philippoussis    | 1      | 1            | –     | –           | –   | –       | –      | –      | –          | –         | –     | –         | –        | –     |
| 41. | Cédric Pioline        | 1      | –            | –     | 1           | –   | –       | –      | –      | –          | –         | –     | –         | –        | –     |
| 41. | Alexei Popyrin        | 1      | –            | –     | –           | –   | –       | –      | 1      | –          | –         | –     | –         | –        | –     |
| 41. | Àlbert Portas         | 1      | –            | –     | –           | –   | 1       | –      | –      | –          | –         | –     | –         | –        | –     |
| 41. | Tommy Robredo         | 1      | –            | –     | –           | –   | 1       | –      | –      | –          | –         | –     | –         | –        | –     |
| 41. | Holger Rune           | 1      | –            | –     | –           | –   | –       | –      | –      | –          | –         | –     | –         | –        | 1     |
| 41. | Greg Rusedski         | 1      | –            | –     | –           | –   | –       | –      | –      | –          | –         | –     | –         | –        | 1     |
| 41. | Casper Ruud           | 1      | –            | –     | –           | –   | –       | 1      | –      | –          | –         | –     | –         | –        | –     |
| 41. | Emilio Sánchez        | 1      | –            | –     | –           | 1   | –       | –      | –      | –          | –         | –     | –         | –        | –     |
| 41. | Ben Shelton           | 1      | –            | –     | –           | –   | –       | –      | 1      | –          | –         | –     | –         | –        | –     |
| 41. | Jack Sock             | 1      | –            | –     | –           | –   | –       | –      | –      | –          | –         | –     | –         | –        | 1     |
| 41. | Robin Söderling       | 1      | –            | –     | –           | –   | –       | –      | –      | –          | –         | –     | –         | –        | 1     |
| 41. | Dominic Thiem         | 1      | 1            | –     | –           | –   | –       | –      | –      | –          | –         | –     | –         | –        | –     |
| 41. | Stan Wawrinka         | 1      | –            | –     | 1           | –   | –       | –      | –      | –          | –         | –     | –         | –        | –     |
| 41. | Chris Woodruff        | 1      | –            | –     | –           | –   | –       | 1      | –      | –          | –         | –     | –         | –        | –     |

## Nationenwertung
- Gesamt: Gibt die Gesamtzahl der Siege bei Masters-Turnieren an. Nach diesem Wert richtet sich auch die Platzierung in der Tabelle.
- Indian Wells: Anzahl der Siege beim Masters in Indian Wells seit 1990.
- Miami: Anzahl der Siege beim Masters in Miami seit 1990.
- Monte Carlo: Anzahl der Siege beim Masters in Monte Carlo seit 1990.
- Rom: Anzahl der Siege beim Masters in Rom seit 1990.
- Hamburg: Anzahl der Siege beim Masters in Hamburg 1990–2008.
- Madrid: Anzahl der Siege beim Masters in Madrid seit 2002.
- Kanada: Anzahl der Siege bei den Masters in Montreal und Toronto seit 1990.
- Cincinnati: Anzahl der Siege beim Masters in Cincinnati seit 1990.
- Stockholm: Anzahl der Siege beim Masters in Stockholm 1990–1994.
- Essen: Anzahl der Siege beim Masters in Essen 1995.
- Stuttgart: Anzahl der Siege beim Masters in Stuttgart 1996–2001.
- Shanghai: Anzahl der Siege beim Masters in Shanghai seit 2009.
- Paris: Anzahl der Siege beim Masters in Paris seit 1990.

Die Liste ist sortierbar: Durch Anklicken eines Spaltenkopfes wird die Liste nach dieser Spalte sortiert, zweimaliges Anklicken kehrt die Sortierung um.
|     | Nation                 | Gesamt | Indian Wells | Miami | Monte Carlo | Rom | Hamburg | Madrid | Kanada | Cincinnati | Stockholm | Essen | Stuttgart | Shanghai | Paris |
| --- | ---------------------- | ------ | ------------ | ----- | ----------- | --- | ------- | ------ | ------ | ---------- | --------- | ----- | --------- | -------- | ----- |
| 1.  | Spanien                | 63     | 6            | 1     | 17          | 16  | 6       | 7      | 6      | 3          | –         | –     | –         | –        | 1     |
| 2.  | Vereinigte Staaten     | 50     | 9            | 14    | –           | 4   | –       | 1      | 7      | 10         | –         | –     | –         | –        | 5     |
| 3.  | Serbien                | 40     | 5            | 6     | 2           | 6   | –       | 3      | 4      | 3          | –         | –     | –         | 4        | 7     |
| 4.  | Schweiz                | 29     | 5            | 4     | 1           | –   | 4       | 3      | 2      | 7          | –         | –     | –         | 2        | 1     |
| 5.  | Russland 1             | 20     | –            | 2     | 2           | 1   | –       | 2      | 3      | 1          | –         | –     | –         | 2        | 6     |
| 6.  | Vereinigtes Königreich | 18     | 2            | 2     | –           | 1   | –       | 2      | 3      | 2          | –         | –     | –         | 3        | 3     |
| 7.  | Deutschland            | 15     | –            | –     | –           | 2   | 1       | 2      | 1      | 1          | 4         | –     | 2         | –        | 2     |
| 8.  | Schweden               | 11     | 1            | –     | –           | 1   | 1       | –      | 2      | 2          | –         | –     | 1         | –        | 3     |
| 9.  | Österreich             | 9      | 1            | 1     | 3           | 3   | –       | –      | –      | –          | –         | 1     | –         | –        | –     |
| 10. | Argentinien            | 6      | 1            | –     | 1           | –   | 1       | 1      | 1      | –          | –         | –     | –         | –        | 1     |
| 10. | Australien             | 6      | 3            | –     | –           | –   | –       | –      | 2      | 1          | –         | –     | –         | –        | –     |
| 10. | Frankreich             | 6      | –            | –     | 1           | –   | –       | –      | 1      | 1          | –         | –     | –         | –        | 3     |
| 13. | Brasilien              | 5      | –            | –     | 2           | 1   | 1       | –      | –      | 1          | –         | –     | –         | –        | –     |
| 13. | Chile                  | 5      | 1            | 1     | 1           | 1   | 1       | –      | –      | –          | –         | –     | –         | –        | –     |
| 13. | Italien                | 5      | –            | 1     | 1           | –   | –       | –      | 1      | 1          | –         | –     | –         | 1        | –     |
| 13. | Kroatien               | 5      | 1            | –     | –           | –   | –       | –      | –      | 2          | 1         | –     | –         | –        | 1     |
| 17. | Ukraine                | 4      | –            | –     | 1           | –   | 3       | –      | –      | –          | –         | –     | –         | –        | –     |
| 18. | Griechenland           | 3      | –            | –     | 3           | –   | –       | –      | –      | –          | –         | –     | –         | –        | –     |
| 18. | Tschechien             | 3      | –            | 1     | –           | –   | –       | –      | –      | –          | –         | –     | 1         | –        | 1     |
| 20. | Niederlande            | 2      | –            | 1     | –           | –   | –       | –      | –      | –          | –         | –     | 1         | –        | –     |
| 20. | Polen                  | 2      | –            | 1     | –           | –   | –       | –      | –      | –          | –         | –     | –         | 1        | –     |
| 20. | Südafrika              | 2      | –            | –     | –           | –   | –       | –      | 1      | –          | –         | –     | 1         | –        | –     |
| 23. | Bulgarien              | 1      | –            | –     | –           | –   | –       | –      | –      | 1          | –         | –     | –         | –        | –     |
| 23. | Dänemark               | 1      | –            | –     | –           | –   | –       | –      | –      | –          | –         | –     | –         | –        | 1     |
| 23. | Norwegen               | 1      | –            | –     | –           | –   | –       | 1      | –      | –          | –         | –     | –         | –        | 1     |
| 23. | Rumänien               | 1      | –            | –     | –           | –   | –       | –      | 1      | –          | –         | –     | –         | –        | –     |
| 23. | Tschechoslowakei       | 1      | –            | –     | –           | –   | 1       | –      | –      | –          | –         | –     | –         | –        | –     |